# Pterolophia tuberculithorax
Pterolophia tuberculithorax là một loài bọ cánh cứng trong họ Cerambycidae.